# Bouzetia
Bouzetia é um género botânico pertencente à família Rutaceae.

## Espécies
O gênero Bouzetia possui 1 espécies reconhecidas atualmente.
- Bouzetia maritima Montrouz.